# بيتر تيت
بيتر جوثري تيت (بالإنجليزية: Peter Guthrie Tait)‏ (28 أبريل 1831 - 4 يوليو 1901) فيزيائي رياضي اسكتلندي ورائد في الديناميكا الحرارية.

## نبذة
```
مشهور بكتاب الفيزياء الرياضية 
أطروحة الفلسفة الطبيعية
، التي شارك في كتابتها مع 
كلفن
، وتحقيقاته المبكرة في 
نظرية العقد
.
```

ساهم عمله في نظرية العقدة في التكوين النهائي للطبولوجيا كنظام رياضي. اسمه معروف في نظرية الرسم البياني بشكل رئيسي لتخمين تايت.

## روابط خارجية
- بيتر تيت على موقع الموسوعة البريطانية (الإنجليزية)
- بيتر تيت على موقع إن إن دي بي (الإنجليزية)